# Pierre Van Neste
Pierre Van Neste (Sint-Michiels, 3 januari 1780 – 24 december 1846) was burgemeester van Sint-Michiels.

## Levensloop
Pieter Jacobus Judocus Van Neste was een zoon van brouwer en burgemeester Karel Van Neste en van Anne-Marie Vande Plassche.
Samen met zijn broer Bernard zette hij de brouwersactiviteit verder op de wijk Steenbrugge. 
Vanaf minstens 1835 was hij schepen onder burgemeester Hyppolite Dhont, die hij in 1839 opvolgde. Hij bleef het ambt bekleden tot einde 1846: op 19 december ondertekende hij nog ambtelijke stukken en op Kerstavond overleed hij. Hij was vrijgezel gebleven. Zijn opvolger was Jules de Serret.